# Розчинність солей у воді
Розчинність солей у воді (рос. растворимость солей в воде; англ. water solubility of salts; нім. Salzlöslichkeit f im Wasser) — здатність солей утворювати з водою однорідну гомогенну систему.
Кількісно Р.с. у воді вимірюється концентрацією розчину насиченого за даної температури. В залежності від природи розчиненої солі Р.с. може змінюватися в дуже широких межах.
Передбачити розчинність будь-якої солі за аналогією з розчинністю інших солей неможливо.